# Mooreov zakon
Mooreov zakon je opažanje da se broj tranzistora u gustom integriranom krugu udvostručuje otprilike svake dvije godine. Promatranje je nazvano po Gordonu Mooreu, suosnivaču tvrtke Fairchild Semiconductor i izvršnom direktoru Intela, koji je 1965. godine opisao udvostručenje svake godine u broju komponenta po integriranom krugu. Trend počinje izumom integriranog kruga 1958. godine. Pogledajte grafikon na dnu stranice 3 Mooreove izvorne prezentacije ideje. i predviđa se da će se ta stopa rasta nastaviti barem još jedno desetljeće. U 1975., radujemo se sljedećem desetljeću, revidirao je prognozu na udvostručenje svake dvije godine. Razdoblje se često navodi kao 18 mjeseci zbog predviđanja Davida Housea, što je kombinacija učinka više bržih tranzistora.
Mooreovo se predviđanje pokazalo točnim već nekoliko desetljeća, te se koristi u industriji poluvodiča za usmjeravanje dugoročnog planiranja i postavljanje ciljeva za istraživanje i razvoj.
Napredak u digitalnoj elektronici snažno je povezan s Moorovim zakonom:  prilagođeno kvaliteti cjene,  kapacitet memorije,  senzori, pa čak i broj i veličina piksela u digitalnim kamerama. Digitalna elektronika doprinijela je svjetskom gospodarskom rastu krajem dvadesetog i početkom dvadeset prvog stoljeća.
Mooreov zakon opisuje pokretačku snagu tehnoloških i društvenih promjena, Produktivnost # produktivnost rada, i  ekonomski rast.
Moorov zakon je opažanje i prognoziranje povijesnog trenda, a ne  fizički ili prirodni zakon. Iako je stopa ostala stabilna od 1975 do oko 2012, stopa je bila brža tijekom prvog desetljeća. Općenito, nije logično ekstrapolirati iz povijesne stope rasta u neograničenu budućnost. Na primjer, ažuriranje za 2010 godinu Međunarodni tehnološki plan za poluvodiče predviđalo je da će se rast usporiti tijekom 2013, i u 2015 godine Gordon Moore je predvidio da će stopa  napredka dosegnuti  zasićenje: "Vidim da Murov zakon umire ovdje u sljedećem desetljeću."
Intel je 2015 naveo da se tempo napretka usporio, počevši od 22 nm širine značajke oko 2012, i nastavlja se na 14 nm. Brian Krzanich, bivši glavni izvršni direktor Intela, izjavio je: "Danas je naš ritam bliži dvije i pol godine od dvije." Intel je također izjavio da će 2017  hiperskaliranje moći nastaviti trend Mooreovog zakona i nadoknaditi povećani ritam agresivnim skaliranjem izvan tipičnog udvostručenja tranzistora. Krzanich je naveo reviziju Moore iz 1975 kao presedan trenutnog usporavanja, koje proizlazi iz tehničkih izazova i "prirodni je dio povijesti Moorovog zakona".

## Povijest
Godine 1959 Douglas Engelbart je raspravljao o predviđenom smanjenju veličine integriranog kruga veličine u članku "Mikroelektronika i umjetnost sličnosti". Engelbart je svoje ideje predstavio 1960 godine Međunarodna konferencija o čvrstim državnim krugovima, gdje je Moore bio prisutan u publici.
Za trideset petu godišnjicu izdanja časopisa   Electronics ', koji je objavljen 19 travnja 1965, Gordon E. Moore, koji je radio kao direktor istraživanja i razvoja na Fairchild Semiconductor u to vrijeme, zamoljen je predvidjeti što će se dogoditi u industriji komponenti poluvodiča u sljedećih deset godina. Njegov odgovor bio je kratak članak pod naslovom "Usklađivanje više komponenti na integrirane sklopove". Unutar svog uvodnika, on je nagađao da bi do 1975 godine bilo moguće sadržavati čak 65.000 komponenti na jednom četvrtinskom inču poluvodiču.

Složenost za minimalne troškove komponenti povećala se po stopi od otprilike dva puta godišnje. Naravno, u kratkom roku se može očekivati da će se ta stopa nastaviti, ako ne i povećati. Dugoročno gledano, stopa povećanja je malo neizvjesnija, iako nema razloga vjerovati da neće ostati gotovo konstantna najmanje 10 godina.

Njegovo je rasuđivanje bilo logaritamsko-linearni odnos između složenosti uređaja (veća gustoća kruga uz smanjenu cijenu) i vremena.
Na 1975 IEEE International Electron Devices Meeting Moore je revidirao prognoziranu stopu. Složenost poluvodiča nastavit će se udvostručavati svake godine do otprilike 1980 godine, nakon čega bi se smanjivala na stopu udvostručenja približno svake dvije godine. On je iznio nekoliko čimbenika koji su doprinijeli ovom eksponencijalnom ponašanju:
- die razmere povećavale su se eksponencijalnom brzinom i kako su se neispravne gustoće smanjivale, proizvođači čipova mogli su raditi s većim područjima bez gubitka prinosa;
- istovremena evolucija do sitnijih minimalnih dimenzija;
- i što je Moore nazvao "mudrost sklopa i uređaja".

Nedugo nakon 1975 godine, profesor Carver Mead popularizirao je pojam "Moorov zakon".
Unatoč popularnoj zabludi, Moore je nepopustljiv da nije predvidio udvostručavanje "svakih 18 mjeseci". Umjesto toga, David House, kolega iz Intela, uzeo je u obzir sve veće performanse tranzistora kako bi zaključio da će se integrirani krugovi udvostručiti u "performansama" svakih 18 mjeseci.
Mooreov zakon postao je široko prihvaćen kao cilj za industriju, a to su naveli konkurentski proizvođači poluvodiča jer su nastojali povećati procesorsku snagu. Moore je svoj istoimeni zakon smatrao iznenađujućim i optimističnim: "Moorov zakon je kršenje Murphyjevog zakona. Sve postaje sve bolje i bolje." Promatranje je čak bilo viđeno kao samoispunjavajuće proročanstvo. Međutim, brzina poboljšanja fizičkih dimenzija poznata kao Dennard skaliranje usporila se posljednjih godina; i industrija se oko 2016 godine pomaknula s korištenjem skaliranja poluvodiča kao pokretača većeg fokusiranja na zadovoljavanje potreba velikih računalnih aplikacija.
U travnju 2005 Intel ponudio je $10.000 USD za kupnju kopije izvornog pitanja  Elektronike  u kojoj se pojavio Mooreov članak. Inženjer koji je živio u Ujedinjenom Kraljevstvu prvi je pronašao kopiju i ponudio je Intelu.

### Mooreov drugi zakon
Budući da se trošak računalne moći potrošača smanjuje, trošak proizvođača da ispuni Moorov zakon slijedi suprotan trend: troškovi istraživanja i razvoja, proizvodnje i testiranja stalno su rasli sa svakom novom generacijom čipova. Rastući troškovi proizvodnje važan su razlog za održavanje Moorovog zakona.
To je dovelo do formulacije Mooreovog drugog zakona, koji se također naziva Rockov zakon, a to je da se  kapital trošak semiconductor fab vrijeme.

## Glavni čimbenici
Brojne inovacije znanstvenika i inženjera zadržale su Moorov zakon od početka razdoblja integriranog kruga (IC). Neke od ključnih inovacija navedene su u nastavku, kao primjeri napredaka koji su unaprijedili integrirani sklop tehnologiju za više od sedam redova veličine u manje od pet desetljeća:
- Najistaknutiji doprinos, koji je  raison d'être  za Moorov zakon, je izum integriranog kruga, koji se istovremeno pripisuje Jack Kilby u Texas Instruments[43] i Robert Noyce u Fairchild Semiconductor.[44]
- Izum komplementarnog procesa metal-oksid-poluvodič (CMOS) Frank Wanlass 1963,[45] i brojni napredak u CMOS tehnologiji od strane mnogih radnika u polju poluvodiča od rada Wanlassa, omogućili su izuzetno guste i visokoučinkovite IC-ove koje industrija danas proizvodi.
- Izum dinamičke memorije slučajnog pristupa (DRAM) tehnologije  Robert Dennard na IBM 1967[46] omogućio je proizvodnju jedno-tranzistorskih memorijskih ćelija, a izum flash memorije Fujio Masuoka u Toshibi 1980-ih[47][48] doveli su do jeftine memorije velikog kapaciteta u različitim elektroničkim proizvodima.
- Izum  kemijski pojačan fotorezist su Hiroshi Ito, C. Grant Willson i J.M. 1980[49][50][51] koji je bio 5-10 puta osjetljiviji na ultraljubičasto svjetlo.[52] IBM je sredinom 1980-ih uveo kemijski pojačan fotorezist za proizvodnju DRAM-a.[53][54]
- Izum dubokog UV excimer lasera fotolitografija Kantija Jaina na IBM c.1980[55][56][57] omogućio je da se najmanje značajke u IC-ima smanje s 800 nanometara u 1990 na nisku razinu od 10 nanometara u 2016 godini.[58] Prije toga excimer laser se uglavnom koristio kao istraživački uređaj od njihovog razvoja 1970-ih.[59][60] Iz šire znanstvene perspektive, izum excimer laserske litografije istaknut je kao jedan od glavnih prekretnica u 50-godišnjoj povijesti lasera.[61][62]
- Izrada poluvodiča # Obrada povratne veze (BEOL) inovacije kasnih 1990-ih, uključujući kemijsko-mehaničko poliranje ili  kemijska mehanička planarizacija (CMP), rov izolacija i bakreni spojevi - iako nisu izravno čimbenik u stvaranju manjih tranzistora - omogućili su poboljšanu  vafel prinos, dodatne  metala žice, bliži razmak uređaja i niži električni otpor.[63][64]

Karte tehnologija računalne industrije predviđale su 2001 da će se Moorov zakon nastaviti za nekoliko generacija poluvodičkih čipova. Ovisno o vremenu udvostručenja korištenom u izračunima, to bi moglo značiti do stostruko povećanje broja tranzistora po čipu unutar jednog desetljeća. Putokaz za tehnologiju poluvodičke tehnologije koristio je trogodišnje vrijeme udvostručavanja za mikroprocesor s, što je dovelo do desetostrukog povećanja u desetljeću. Intel was reported in 2005 as stating that the downsizing of silicon chips with good economics could continue during the following decade, and in 2008 as predicting the trend through 2029.

### Najnoviji trendovi
Jedan od ključnih izazova inženjerskih budućih nanostupanjskih tranzistora je dizajn vrata. Kako se dimenzija uređaja smanjuje, upravljanje protokom struje u tankom kanalu postaje sve teže. U usporedbi s FinFETs, koji imaju dielektrik vrata s tri strane kanala, struktura svemirske kapije ima bolju kontrolu vrata.
U 2010 istraživači na Nacionalnom institutu Tyndall u Corku u Irskoj najavili su tranzistor bez spoja. Kontrolna vrata omotana oko silikonske nanožice mogu kontrolirati prolaz elektrona bez upotrebe spojeva ili dopinga. Oni tvrde da se oni mogu proizvesti na 10-nanometarskoj skali koristeći postojeće tehnike izrade.
- Znanstvenici sa Sveučilišta u Pittsburghu 2011 najavili su razvoj jedno-elektronskog tranzistora promjera 1,5 nanometara, načinjen od materijala na bazi oksida. Tri "žice" konvergiraju na središnjem "otoku" koji može smjestiti jedan ili dva elektrona. Elektroni tunel iz jedne žice na drugu kroz otok. Uvjeti na trećoj žici rezultiraju različitim provodnim svojstvima, uključujući sposobnost tranzistora da djeluje kao memorija čvrstog stanja.[68] Tranzistori nanožara mogli bi potaknuti stvaranje mikroskopskih računala.[69][70][71]
- Godine 2012 istraživački tim na University of New South Wales najavio je razvoj prvog radnog tranzistora koji se sastoji od jednog atoma postavljenog točno u silicijskom kristalu (ne samo odabranog od velikog uzorka slučajnih tranzistora.[72] Moorov zakon predvidio je da se ta prekretnica postigne za IC u laboratoriju do 2020 godine.
- IBM je 2015, demonstrirao 7 nm čipove čvorova s silicij-germanium tranzistorima proizvedenim pomoću EUVL. Tvrtka vjeruje da bi ova gustoća tranzistora bila četiri puta veća od struje 14 nm čipova.[73]

Revolucionarni tehnološki napredak može pomoći u održavanju Moorovog zakona kroz poboljšanu izvedbu s ili bez smanjene veličine značajke.
- Istraživači HP Labsa 2008 objavili su rad memristor, četvrti element osnovnog pasivnog kruga čije je postojanje prethodno teoretizirano. Jedinstvena svojstva memristora dopuštaju stvaranje manjih i učinkovitijih elektroničkih uređaja.[74]
- Godine 2014 biološki inženjeri na Sveučilištu Stanford razvili su krug po uzoru na ljudski mozak. Šesnaest "Neurocore" čipova simulira milijun neurona i milijarde sinaptičkih veza, za koje se tvrdi da su 9.000 puta brže i energetski učinkovitije od tipičnog personalni kompujtera.[75]
- U 2015 godini, Intel i Micron su najavili 3D XPoint, a trajna memorija je tvrdila da je znatno brža sa sličnom gustoćom u odnosu na NAND. Proizvodnja koja je trebala započeti 2016 godine odgođena je do druge polovice 2017 godine.[76][77][78]

Dok su fizička ograničenja za skaliranje tranzistora, kao što su propuštanje izvora do odvoda, ograničeni metali vrata i ograničene mogućnosti za kanalni materijal, postignuti, otvoreni su novi putevi za nastavak skaliranja. Najviše obećavajući od ovih pristupa oslanjaju se na korištenje spin stanja elektrona spintronika, tunelskog spoja i naprednog zatvaranja kanalnih materijala putem nano-žičane geometrije. Opsežan popis dostupnih uređaja pokazuje da je širok raspon mogućnosti uređaja otvoren za nastavak Mooreovog zakona u sljedećih nekoliko desetljeća. U industrijskim laboratorijima aktivno se razvijaju logika i memorija zasnovana na centrifugi, kao i akademske laboratorije.

### Istraživanje alternativnih materijala
Velika većina strujnih tranzistora na IC-ovima uglavnom se sastoji od  dopirani silicij i njegove legure. Budući da je silicij proizveden u jednom nanometarske tranzistore, efekt kratkog kanala nepovoljno mijenja željena svojstva materijala silicija kao funkcionalni tranzistor. U nastavku se nalazi nekoliko ne-silikonskih nadomjestaka u proizvodnji malih nanometarskih tranzistora.
Jedan predloženi materijal je indij galij arsenid, ili InGaAs. U usporedbi s njihovim silikonskim i njemačkim kolegama, InGaAs tranzistori su više obećavajući za buduće logičke aplikacije velike brzine, male snage. Zbog intrinzičnih značajki  III-V sastavljeni poluvodiči, kvantna bušotina i tunel tranzistori na temelju InGaAs predloženi su kao alternative tradicionalnim MOSFET dizajnu.
U 2009 godini Intel je najavio razvoj 80-nanometarskih InGaAs kvantnih jazova tranzistora. Uređaji kvantne bušotine sadrže materijal spojen između dva sloja materijala sa širim pojasom. Unatoč dvostrukoj veličini vodećih silikonskih tranzistora u to vrijeme, tvrtka je izvijestila da su jednako dobro radili i trošili manje energije.
Tijekom 2011 istraživači u Intelu pokazali su 3-D tranzistore InGaAs s poboljšanim karakteristikama curenja u usporedbi s tradicionalnim planarnim konstrukcijama. Tvrtka tvrdi da je njihov dizajn postigao najbolju elektrostatiku bilo kojeg III-V sastavnog poluvodičkog tranzistora. Na Međunarodnoj konferenciji o čvrstim krugovi u čvrstom stanju za 2015 godinu, Intel je spomenuo uporabu III-V spojeva na temelju takve arhitekture za njihovo 7 nanometarsko čvorište.
- 2011 godine, istraživači na Sveučilište u Teksasu u Austinu razvili su InGaAs tunelske tranzistore s efektom polja koji su sposobni za veće radne struje od prethodnih konstrukcija. Prve III-V TFET dizajne pokazali su 2009 godine zajednički tim Sveučilišta Cornell i Pennsylvania State University.[86][87]
- Godine 2012 tim MIT-ovih Microsystems Technology Laboratories razvio je 22nm tranzistor temeljen na InGaAs, koji je u to vrijeme bio najmanji ne-silicijski tranzistor ikada izgrađen. Tim je koristio tehnike koje se trenutno koriste u proizvodnji silicijskih uređaja i nastoji postići bolje električne učinke i smanjenje 10-nanometar skale.[88]

Istraživanje također pokazuje kako su biološke mikro-stanice sposobne za impresivnu računalnu snagu dok su energetski učinkovite.
Različiti oblici grafena se proučavaju za elektroniku grafena, npr. Graphene nanoribbon  tranzistori pokazali su veliko obećanje od njegovog pojavljivanja u publikacijama u 2008 godini. (Bulk graphene ima pojasni raspon nule i stoga se ne može koristiti u tranzistorima zbog njegove konstantne Prolaznost, nesposobnost isključivanja.Zigzag rubovi nanoribona uvode lokalizirana energetska stanja u provodnoj i valentnoj vrpci, a time i pojasni razmak koji omogućuje prebacivanje kada je proizveden kao tranzistor.Na primjer, tipični GNR širine od 10nm ima poželjna energija pojasnog raspona 0.4eV.) Potrebno je, međutim, provesti još istraživanja na pod-50 nm slojevima grafena, jer se povećava njegova otpornost, a time i mobilnost elektrona.

## Vožnja budućnosti kroz fokus aplikacije
Većina prognostičara industrije poluvodiča, uključujući Gordona Moora, očekuvat da će Moorov zakon završiti oko 2025.
U travnju 2005 Gordon Moore je u jednom intervjuu izjavio da se projekcija ne može održati na neodređeno vrijeme: "To se ne može nastaviti zauvijek. Također je primijetio da će tranzistor na kraju dosegnuti granice minijaturizacije na atomskim razinama) U pogledu veličine [tranzistora] možete vidjeti da se približavamo veličini atoma koji je temeljna barijera, ali to će biti dvije ili tri generacije prije nego što dođemo tako daleko - ali to je daleko kao što smo ikada mogli vidjeti. Imamo još 10 do 20 godina prije nego stignemo do temeljne granice. Do tada će moći napraviti veće čipove i imati tranzistorske proračune u milijardama. Godine 2016 Tehnološki plan za poluvodiče, nakon što je Mooreov zakon koristio industriju od 1998., izradio je svoj konačni plan. Više se nije usredotočio na plan istraživanja i razvoja na Mooreov zakon. Umjesto toga, istaknuo je ono što bi se moglo nazvati strategijom više od Moorea u kojoj potrebe aplikacija pogone razvoj čipa, a ne fokus na skaliranje poluvodiča. Pokretači aplikacija kreću se od pametnih telefona do AI do podatkovnih centara.
Nova inicijativa za općenitiju cestovnu mapu pokrenuta je kroz inicijativu IEEE-a Rebooting Computing, nazvanu International Roadmap for Devices and Systems (IRDS).

## Posljedice
Tehnološka promjena je kombinacija više i bolje tehnologije. Studija iz 2011 godine u časopisu  Science   pokazala je da je vrhunac promjene svjetske sposobnosti izračunavanja informacija 1998 godine, kada je svjetska tehnološka sposobnost izračunavanja informacija o općim podacima - Namjena računala je rasla na 88% godišnje. Od tada se tehnološka promjena jasno usporila. U novije vrijeme, svaka nova godina dopuštala je ljudima da izvrše otprilike 60% više računanja nego što je to bilo moguće u svim postojećim računalima opće namjene u prethodnoj godini. To je još uvijek eksponencijalno, ali pokazuje da se stopa tehnoloških promjena mijenja tijekom vremena.
Primarna pokretačka snaga  gospodarski rast je rast produktivnosti, Mooreov zakon utječe na produktivnost. Moore (1995) je očekivao da će se "stopa tehnološkog napretka kontrolirati iz financijske stvarnosti". Međutim, obrnuto se moglo dogoditi i dogodilo se krajem 1990-ih, a ekonomisti su izvijestili da je rast produktivnost # produktivnost rada produktivnost ključni ekonomski pokazatelj inovacija."
Ubrzanje u napretku poluvodiča pridonijelo je porastu SAD-a  produktivnost rast, koji je u razdoblju od 1997 do 2004 dostigao 3,4% godišnje, premašivši 1,6% godišnje tijekom razdoblja 1972-1996. Kao što ekonomist Richard G. Anderson primjećuje, "brojne studije otkrile su uzrok ubrzanja produktivnosti do tehnoloških inovacija u proizvodnji poluvodiča koje su naglo smanjile cijene takvih komponenti i proizvoda koji ih sadrže (kao i proširenje mogućnosti takvih proizvoda)."
Alternativni izvor poboljšanih performansi je u mikroarhitekturi tehnikama koje iskorištavaju rast dostupnog broja tranzistora. Izvršavanje naloga i na čipu  caching i  prefetching smanjuju usko grlo latencije memorije na račun korištenja više tranzistora i povećanja složenosti procesora. Ova povećanja su empirijski opisana Pollackovim pravilom, u kojem se navodi da se performanse povećavaju zbog tehnika mikroarhitekture približnog korijena složenosti (broj tranzistora ili područja) procesora.
Godinama su proizvođači procesora donosili povećanje takta i paralelizam na razini uputa, tako da je jedan-kodni kôd izvršavao brže na novijim procesorima bez modifikacija. Sada, za upravljanje rasipanje CPU snage, proizvođači procesora preferiraju multi-core dizajne čipova, a softver mora biti napisan na multi-threaded način kako bi se u potpunosti iskoristila hardver. Mnoge višenitne razvojne paradigme uvode režijske troškove i neće vidjeti linearno povećanje brzine u odnosu na broj procesora. To je osobito istinito pri pristupu dijeljenim ili ovisnim resursima, zbog  zaključavanja sukoba. Taj učinak postaje vidljiviji s povećanjem broja procesora. Postoje slučajevi u kojima je otprilike 45% povećanje procesorskih tranzistora rezultiralo povećanjem procesne snage za 10-20%.
S druge strane, proizvođači procesora iskorištavaju 'dodatni prostor' koji osigurava skupljanje tranzistora za dodavanje specijaliziranih procesnih jedinica koje se bave značajkama kao što su grafika, video i kriptografija. Na primjer, Intelovo proširenje Parallel JavaScript ne samo da dodaje podršku za više jezgri, već i za druge neobavezne značajke obrade njihovih čipova, kao dio migracije u skriptiranje na strani klijenta prema HTML5.
Negativna implikacija Moorovog zakona je zastarijevanje, to jest, kako se tehnologije nastavljaju ubrzano "poboljšavati", ta poboljšanja mogu biti dovoljno značajna da ubrzaju zastarjele tehnologije prethodnika. U situacijama u kojima su sigurnost i sposobnost preživljavanja hardvera ili podataka od najveće važnosti, ili u kojima su resursi ograničeni, brzo zastarijevanje može predstavljati prepreku za nesmetano ili kontinuirano poslovanje.
Zbog toksičnih materijala koji se koriste u proizvodnji modernih računala, zastarjelost, ako se ne upravlja na odgovarajući način, može dovesti do štetnih utjecaja na okoliš. S druge strane, zastarjelost ponekad može biti poželjna za tvrtku koja može imati ogromnu dobit od redovite kupnje često skupe nove opreme umjesto zadržavanja jednog uređaja na duže vrijeme. Oni u industriji su toga svjesni i mogu iskoristiti planirano zastarijevanje kao metodu povećanja profita.
Moorov je zakon značajno utjecao na performanse drugih tehnologija: Michael S. Malone je pisao o Mooreovom ratu nakon očiglednog uspjeha šoka i strahopoštovanja u ranim danima rata u Iraku. Napredak u razvoju vođenog oružja ovisi o elektroničkoj tehnologiji. Poboljšanja gustoće kruga i operacija male snage povezane s Moorovim zakonom također su doprinijele razvoju tehnologija uključujući mobilne telefone i 3-D printing.

## Druge formulacije i slična opažanja
Nekoliko mjera digitalne tehnologije poboljšava se na eksponencijalnim stopama vezanim uz Moorov zakon, uključujući veličinu, cijenu, gustoću i brzinu komponenti. Moore je napisao samo o gustoći komponenti, "komponenta je tranzistor, otpornik, dioda ili kondenzator uz minimalne troškove.
Tranzistori po integriranom krugu- Najpopularnija formulacija je udvostručenje broja tranzistora na integriranim krugovima svake dvije godine. Krajem 1970-ih, Mooreov zakon postao je poznat kao granica za broj tranzistora na najsloženijim čipovima. Grafikon na vrhu pokazuje taj trend i danas od 2017 komercijalno raspoloživ procesor s najvećim brojem tranzistora je 48 jezgri  Centriq s više od 18 milijardi tranzistora.
Gustoća uz minimalni trošak po tranzistoru - Ovo je formulacija dana u Mooreovom papiru iz 1965 godine. Ne radi se samo o gustoći tranzistora, već o gustoći tranzistora na kojima je trošak po tranzistoru najniži.
Kako se više tranzistora stavlja na čip, trošak da se svaki tranzistor smanji, ali mogućnost da čip ne radi zbog povećanja kvara. Godine 1965 Moore je ispitao gustoću tranzistora pri kojoj je trošak minimiziran, i primijetio da će, budući da su tranzistori postali manji kroz napredak u fotolitografiji, taj broj porastao na "stopi od otprilike dva puta godišnje".
Dennard skaliranje - Ovo sugerira da su zahtjevi snage proporcionalni području (i napon i struja proporcionalni duljini) za tranzistore. U kombinaciji s Moorovim zakonom, performans po vatu raste otprilike istom brzinom kao i gustoća tranzistora, udvostručujući se svake 1–2 godine. Prema Dennard skaliranju dimenzije tranzistora su skalirane za 30% (0.7x) svake generacije tehnologije, čime se njihova površina smanjuje za 50%. To smanjuje kašnjenje za 30% (0.7x) i stoga povećava radnu frekvenciju za oko 40% (1.4x). Konačno, da bi se održalo konstantno električno polje, napon se smanjuje za 30%, smanjujući energiju za 65% i snagu (na frekvenciji 1,4x) za 50%. Stoga se u svakoj tehnologiji generacije tranzistorske gustoće udvostručuje, sklop postaje 40% brži, a potrošnja energije (s dvostrukim brojem tranzistora) ostaje ista.
Porast eksponencijalnog procesora tranzistora koji je predvidio Moore ne može se uvijek prevesti u eksponencijalno veću praktičnu učinkovitost procesora. Otprilike od 2005 do 2007 godine, čini se da se Dennardovo skaliranje pokvarilo, pa iako se Mooreov zakon nastavio nekoliko godina nakon toga, on nije donio dividende u poboljšanju uspješnosti. Primarni razlog koji se navodi za kvar je da u malim veličinama, tekuće curenje predstavlja veći izazov, a također uzrokuje zagrijavanje čipa, što stvara prijetnju toplinske odbjegle i stoga dodatno povećava troškove energije.
Raspad Dennard skaliranja potaknuo je prebacivanje među nekim proizvođačima čipova na veći fokus na višejezgrenim procesorima, ali dobici koje nudi prebacivanje na više jezgri niži su od dobitaka koji bi se postigli da se Dennard skaliranje nastavilo. U drugom odstupanju od Dennardovog skaliranja, Intelovi mikroprocesori usvojili su neplanarnu tri-gate FinFET na 22nm 2012 godine, što je brže i troši manje energije nego konvencionalni planarni tranzistor.
Cijena IT opreme koja je prilagođena kvaliteti -  cijena informacijske tehnologije (IT), računala i periferne opreme, prilagođena za kvalitetu i inflacija, u prosjeku se smanjio za 16% godišnje tijekom pet desetljeća od 1959 do 2009 godine.
 Brzina se ubrzala, međutim, na 23% godišnje u razdoblju 1995-1999, Što je potaknuto bržim IT inovacijama, a kasnije je usporen na 2% godišnje u razdoblju od 2010 do 2013 godine.
Isto tako, stopa poboljšanja cijena mikroprocesora prilagođene kvalitete varira i nije linearna na logaritamskoj skali. Poboljšanje cijena mikroprocesora ubrzalo se krajem 1990-ih, dosegnuvši 60% godišnje (prepolovljeno svakih devet mjeseci) u odnosu na tipičnu stopu poboljšanja od 30% (prepolovljavanje svake dvije godine) tijekom godina i kasnije. Prijenosni mikroprocesori osobito su se poboljšali za 25–35% godišnje u razdoblju 2004–2010, a usporili su na 15–25% godišnje u razdoblju 2010–2013.
Broj tranzistora po čipu ne može u potpunosti objasniti cijene mikroprocesora. Mooreov rad iz 1995 ne ograničava Moorov zakon na strogu linearnost ili na broj tranzistora: "Definicija Moorovog zakona " odnosi se na gotovo sve što je povezano s poluvodičkom industrijom koja, kada je nacrtana na polupapiru, približava ravnu crtu ustručavajte se preispitati njegovo podrijetlo i time ograničiti njegovu definiciju."
Gustoća gustoće tvrdog diska - Slično promatranje (ponekad se naziva Kryderov zakon) napravljeno je 2005 za tvrdi disk areal density.
Nekoliko desetljeća brzog napretka u napredovanju prostorne gustoće značajno se usporilo oko 2010 zbog buke diska, toplinske stabilnosti i sposobnosti pisanja pomoću dostupnih magnetskih polja.
Kapacitet optičkih vlakana - Broj bitova u sekundi koji se mogu poslati u optičko vlakno povećava se eksponencijalno, brže nego Moorov zakon. Keckov zakon, u čast Donald Keck.
Kapacitet mreže - prema Gerryju/Geraldu Buttersu, bivši šef Lucentove grupe za optičko umrežavanje na Bell Labs, postoji još jedna verzija, pod nazivom Buttersov zakon o fotonici, formulacija koja namjerno uspoređuje Mooreov zakon. Buttersov zakon kaže da se količina podataka iz optičkog vlakna udvostručuje svakih devet mjeseci. Tako se trošak prijenosa bita preko optičke mreže smanjuje za pola svakih devet mjeseci. Dostupnost multipleksiranje s podjelom valne duljine (ponekad zvan WDM) povećava kapacitet koji se može postaviti na jedno vlakno za čak 100 puta. Optičko umrežavanje i  gusto multipleksiranje s podjelom valne duljine (DWDM) brzo smanjuje troškove umrežavanja, a daljnji napredak izgleda sigurno. Kao rezultat toga, veleprodajna cijena podatkovnog prometa srušila se u dot-com mjehuriću. Nielsenov zakon kaže da se propusnost dostupna korisnicima povećava za 50% godišnje.
Piksela po dolaru - Slično tome, Barry Hendy iz Kodak Australije nacrtao je piksele po dolaru kao osnovnu mjeru vrijednosti za digitalni fotoaparat, pokazujući povijesnu linearnost (na logaritamskoj skali) ovog tržišta i mogućnost predvidjeti budući trend cijena digitalnih fotoaparata, LCD i LED ekrana te rezolucije.
The Great Moore zakon kompenzator (TGMLC), također poznat kao Wirthov zakon - općenito se naziva software bloat i načelo je da se uzastopne generacije računalnih softvera povećavaju u veličini i složenosti, čime se kompenziraju dobici učinka predviđeni Moorovim zakonom. U članku iz 2008 u InfoWorld, Randall C. Kennedy, bivši Intel, uvodi ovaj pojam koristeći uzastopne verzije Microsoft Office između 2000 i 2007 godine kao svoju premisu. Unatoč povećanju performansi računanja tijekom tog vremenskog razdoblja prema Mooreovom zakonu, Office 2007 je izvršio isti zadatak na pola brzine na prototipnom računalu za 2007 godinu u usporedbi s Officeom 2000 na računalima u 2000 godini.
Proširenje knjižnice Fremont Rider izračunao je 1945 godine da bi se 16 udvostručio kapacitet svakih 16 godina, ako bi bilo dovoljno prostora. Zalagao se za zamjenu glomaznih, raspadnutih tiskanih djela minijaturnim analognim fotografijama koje bi se mogle duplicirati na zahtjev za knjižnične korisnike ili druge institucije. Nije predvidio digitalnu tehnologiju koja bi nakon nekoliko desetljeća mogla zamijeniti analogni mikrooblik digitalnim slikama, pohranom i prijenosnim medijima. Automatizirane digitalne tehnologije koje su potencijalno bez gubitaka omogućile su ogromno povećanje brzine rasta informacija u doba koje se sada ponekad naziva Informacijsko doba.
Carlson krivulja - izraz je "The Economist" da opiše biotehnološki ekvivalent Mooreovom zakonu i nazvan je po autoru Robu Carlsonu. Carlson je točno predvidio da će vrijeme udvostručavanja tehnologija sekvenciranja DNA (mjereno cijenom i performansom) biti barem jednako brzo kao Moorov zakon. Carlsonove krivulje ilustriraju brzo (u nekim slučajevima hipereksponencijalno) smanjenje troškova i povećanje učinkovitosti različitih tehnologija, uključujući sekvenciranje DNA, sintezu DNA i niz fizičkih i računalnih alata koji se koriste u ekspresiji proteina i određivanju proteinskih struktura
Eroom-ov zakon - promatranje razvoja farmaceutskih lijekova koje je namjerno napisano kao Mooreov zakon napisano unatrag kako bi se suprotstavio eksponencijalnom napretku drugih oblika tehnologije (kao što su tranzistori) tijekom vremena. Navodi se da se trošak razvoja novog lijeka otprilike udvostručuje svakih devet godina.Učinci krivulje iskustva kaže da je svako udvostručenje kumulativne proizvodnje gotovo bilo kojeg proizvoda ili usluge popraćeno približnim stalnim postotnim smanjenjem jediničnog troška. Priznati prvi dokumentirani kvalitativni opis ovoga datira iz 1885. Krivulja snage korištena je za opisivanje ovog fenomena u raspravi o troškovima zrakoplova iz 1936 godine.